# Mary Anderson (attrice 1918)
Mary Anderson (Birmingham, 3 aprile 1918 – Burbank, 6 aprile 2014) è stata un'attrice statunitense.

## Biografia
Spesso confusa con l'omonima attrice teatrale morta nel 1940, Mary Anderson partecipò a diverse pellicole durante gli anni quaranta. Entrò nel mondo del cinema giovanissima, all'età di sedici anni, e nel 1939 entrò a fare parte del cast di Via col vento nel ruolo di Maybelle Meriweather. Dopo avere firmato un contratto con la Twentieth Century Fox, recitò nel film Prigionieri dell'oceano (1943) di Alfred Hitchcock e nella pellicola biografica Wilson (1944).
Alla fine della sua carriera cinematografica, partecipò negli anni cinquanta alla celebre soap-opera Peyton Place. È stata sposata con il direttore della fotografia Leon Shamroy.

## Filmografia parziale

### Cinema
- Donne (The Women), regia di George Cukor (1939)
- Mendelssohn's Wedding March, regia di James A. FitzPatrick (1939)
- Via col vento (Gone with the Wind), regia di Victor Fleming (1939)
- Trovarsi ancora ('Til We Meet Again), regia di Edmund Goulding, William K. Howard, William Keighley e Anatole Litvak (1940)
- Flight Angels, regia di Lewis Seiler (1940)
- Lo sparviero del mare (The Sea Hawk), regia di Michael Curtiz (1940)
- A Failure at Fifty, regia di Will Jason (1940)
- Paradiso proibito (All This, and Heaven Too), regia di Anatole Litvak (1940)
- My Love Came Back di Curtis Bernhardt (1940)
- Under Age, regia di Edward Dmytryk (1941)
- Bernadette (The Song of Bernadette), regia di Henry King (1943)
- Prigionieri dell'oceano (Lifeboat), regia di Alfred Hitchcock (1944)
- Wilson, regia di Henry King (1944)
- Gli ammutinati di Sing Sing (Within These Walls), regia di H. Bruce Humberstone (1945)
- Behind Green Lights, regia di Otto Brower (1946)
- A ciascuno il suo destino (To Each His Own), regia di Mitchell Leisen (1946)
- Il passato è sempre presente (Whispering City), regia di Fyodor Otsep (1947)
- Delitto in prima pagina (The Underworld Story), regia di Cy Endfield (1950)
- L'ultimo dei bucanieri (Last of the Buccaneers), regia di Lew Landers (1950)
- Traversata pericolosa (Dangerous Crossing), regia di Joseph M. Newman (1953)
- La mia legge (I, the Jury), regia di Harry Essex (1953)
- Il ritorno dell'assassino (Jet Over the Atlantic), regia di Byron Haskin (1959)

### Televisione
- The Doctor – serie TV, episodio 1x09 (1952)
- The Star and the Story – serie TV, episodio 1x08 (1955)
- Climax! – serie TV, episodi 2x39-3x28-4x11 (1956-1957)
- The Gray Ghost – serie TV, episodio 1x35 (1958)
- Westinghouse Desilu Playhouse – serie TV, episodio 1x02 (1958)
- Io e i miei tre figli (My Three Sons) – serie TV, episodio 2x34 (1962)
- The Travels of Jaimie McPheeters – serie TV, episodio 1x16 (1964)

## Doppiatrici italiane
- Lydia Simoneschi in Prigionieri dell'oceano
- Rosetta Calavetta in Gli ammutinati di Sing Sing, A ciascuno il suo destino
- Micaela Giustiniani in Bernadette